# Mousa Broch

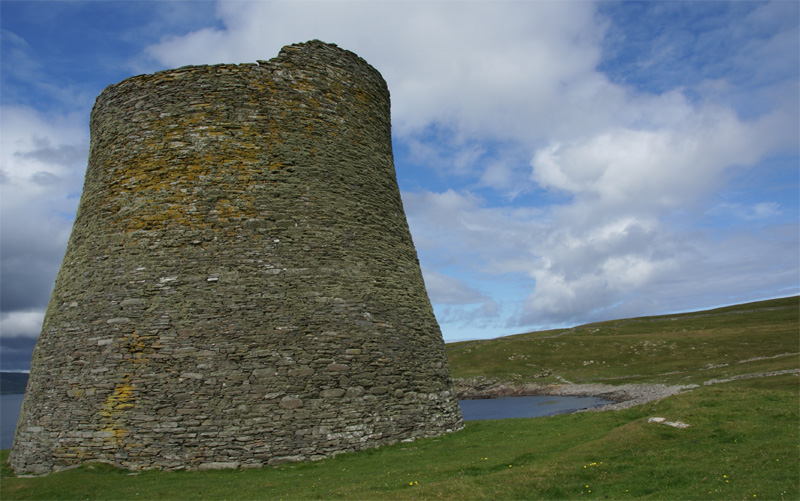
Mousa Broch

Mousa Broch, ook wel Broch of Mousa genoemd, is een broch uit de ijzertijd, gelegen op het Schotse eiland Mousa (Shetland), en wordt beschouwd als de best bewaarde broch in Schotland.

## Geschiedenis

### IJzertijd
Mousa Broch werd gebouwd in de eerste eeuw v.Chr. (ijzertijd). Er zijn twee fasen van bewoning - of eigenlijk bebouwing - zichtbaar. De originele bewoners bouwden een houten constructie in de broch die in de latere ijzertijd werd vervangen door een wheelhouse, zoals ook te zien is in Old Scatness Broch en Jarlshof.

### Vikingen
Mousa Broch was bekend bij de Vikingen getuige twee vermeldingen onder de naam Moseyjarborg in IJslandse saga's .
In de Orkneyinga Saga wordt vermeld dat graaf Harald Maddadson met zijn mannen in 1153 arriveert in Moseyjarborg tijdens de achtervolging van zijn moeders minnaar graaf Erlend. Harald had een huwelijksvoorstel van Erlend om zijn moeder Margaret te huwen afgewezen, waarop Erlend zijn moeder ontvoerd had naar Mousa Broch, waar hij alles in gereedheid had gebracht. Graaf Harald belegerde de broch, maar ontdekte dat de broch niet makkelijk kon worden aangevallen. Graaf Harald en Erlend onderhandelden en bereikten een akkoord: Erlend zou Harald steunen bij het consolideren van zijn macht over het graafschap Orkney.

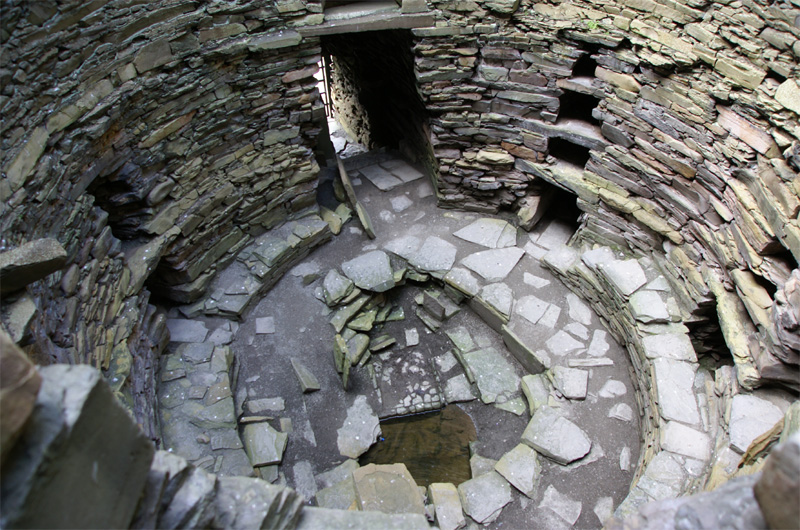
Interieur

## Bouw

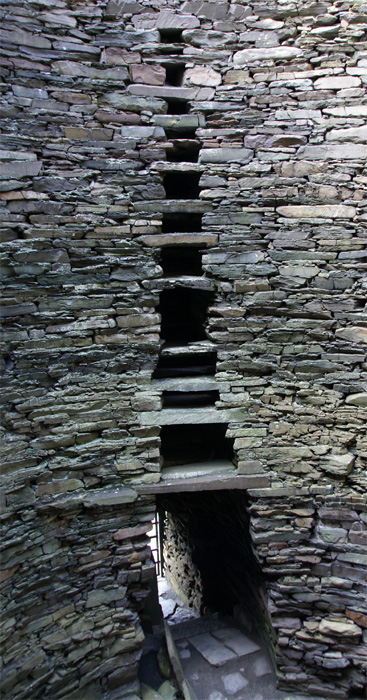
Ingang met erboven galerijen

De Mousa Broch is een stenen toren van 13,3 meter hoog, gebouwd in de eerste eeuw v.Chr. De toren meet vijftien meter in diameter aan de basis en twaalf meter in diameter aan de bovenzijde. De muren zijn 4,5 meter dik.
De gebruikte techniek was stapelmuurwerk, waarbij enkel losse stenen werden gestapeld. De broch ligt aan de westkust van het onbewoonde eiland Mousa.
De toren heeft slechts één ingang, die gelijkvloers is en geen wachtkamers aan de zijden heeft. De broch bestaat uit twee concentrische muren waartussen zich een trap en - op grondniveau - drie grotere ovale kamers bevinden. De trap leidt naar een balustrade bovenaan de toren. Het interieur meet slechts zes meter in diameter, dat verkleind wordt door de resten van een zogenaamd wheelhouse dat later is gebouwd in de broch.
In de eerste fase van bewoning was er in de broch een houten constructie gebouwd met een houten vloer op 2,1 meter boven de grond, te bereiken via de stenen trap in de muur. Op 3,09 meter hoogte bevond zich een andere constructie, wellicht een tweede vloer of een dak. In de vloer was een waterbak uitgehouwen. Op de rotsbodem lag een rechthoekige haard. Later werd een lage stenen bank toegevoegd aan de binnenste muur, die zich uitstrekte richting de ingang. Wellicht werd toen de eerste houten constructie verwijderd.
In de tweede fase werd een klein wheelhouse met drie stenen muurtjes gebouwd tegen de binnenste muur van de broch naar het centrum toe (als de spaken van een wiel). De ingang werd twee keer zo hoog gemaakt (in de twintigste eeuw is deze laatste wijziging teruggedraaid).

## Vogels
Het eiland Mousa biedt vele vogels een broedplaats; stormvogeltjes broeden zelfs tussen de muren van Mousa Broch.

## Beheer
Mousa Broch wordt beheerd door Historic Scotland. Het eiland Mousa is bereikbaar via een voetveer vanaf Sandwick en in de zomer vanaf Leebotten.